# Raketa (sport)

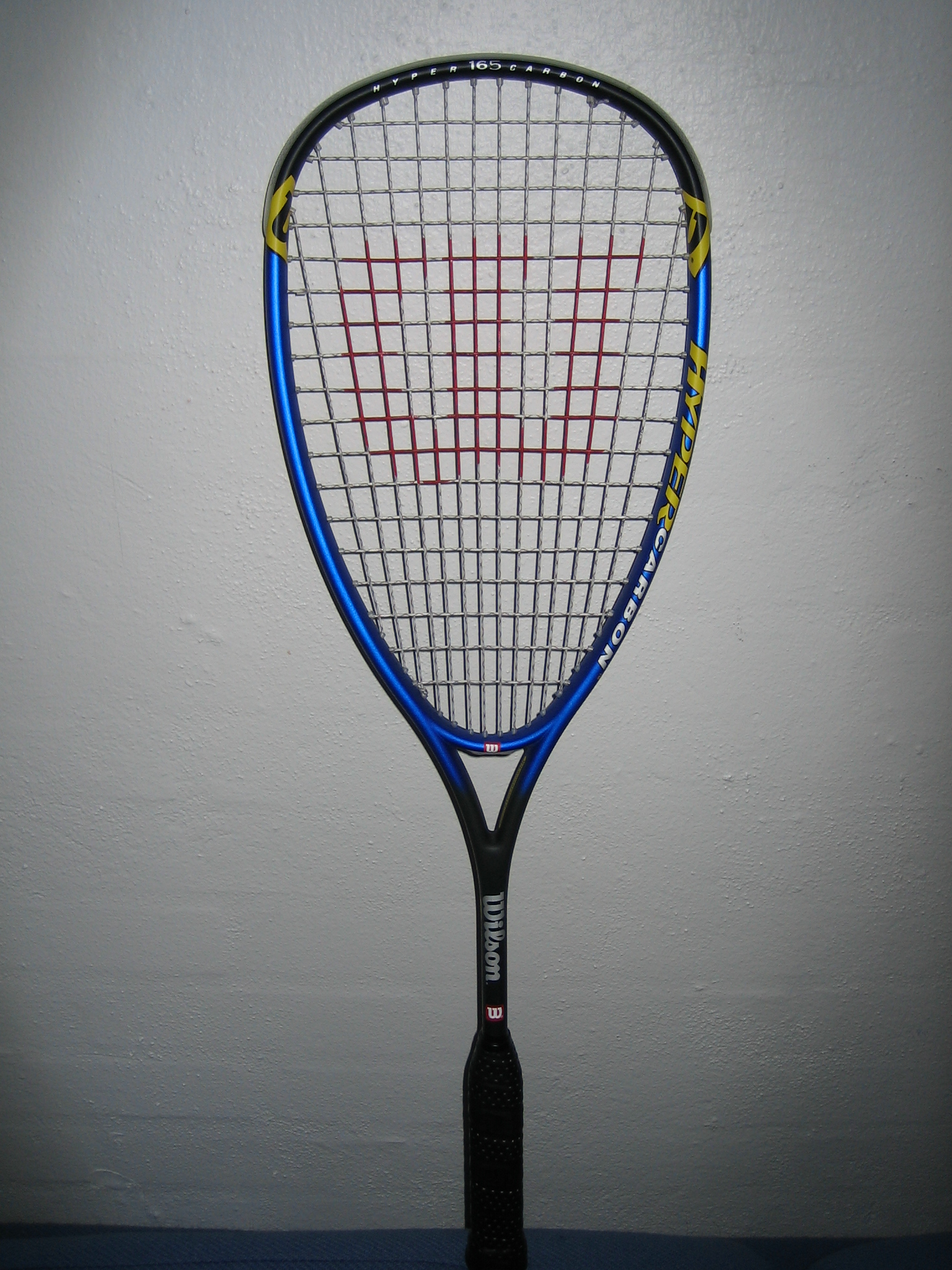
Squashová raketa

Raketa je sportovní náčiní používané k odpalování míčků v raketových sportech jako squash, tenis, ricochet, plážový tenis, racquetball, stolní tenis, badminton a plážový badminton. Tyto sporty tvoří podskupinu míčových her. Raketa se skládá z pevného rámu a většinou výpletu. Někdy, například ve stolním tenisu, se používá místo výpletu pevná plocha a užívá se označení pálka.
Rámy rakety byly dříve vyráběny z upraveného dřeva a výplet byl vyráběn ze zvířecích střívek. Tradiční velikost rakety byla limitována sílou a hmotností dřevěného rámu, který musel být dost pevný a silný k upevnění výpletu a odpálení míčku. Později začaly některé firmy přidávat do rámů umělé materiály, ty způsobily odlehčení a zpevnění rámu. Nejdříve byly používány kovové rámy, později hliníkové rámy, nyní jsou používány karbonová vlákna. Tradiční dřevo je používáno už jen ve sportech jako jsou real tennis, racquets a xare. Nyní rakety bývají vyráběny z karbonových vláken, optických vláken, titanu nebo keramických materiálů.
Střívka byla nahrazena umělými materiály jako jsou nylon, polyamid a ostatní polymery. Rakety mohou být znovu vypleteny.

## Název a historie
Středověká předchůdkyně raketových a některých dalších míčových her se hrála rukou a získala od pozdního středověku velkou oblibu ve Francii a nazývá se proto francouzsky jeu de paume, „hra dlaní“. V té době se začínají stavět kryté míčovny a postupně se objevují varianty hry s koženou rukavicí, plnou dřevěnou pálkou (battoir) a vyplétanou raketou (raquette) namísto holé dlaně. Arabské slovo rácha, „dlaň“ se nejdříve dostalo z arabských spisů do latinské i francouzské medicínské terminologie (rachete de la main, „zápěstí“). Pro sportovní náčiní je ve francouzštině doloženo již v 15. století. Etymologicky nesouvisí s homonymem raketa (létající zařízení s vlastním pohonem), které pochází z italského rocchetta, „cívka nití“.

## Seznam míčových sportů
- Badminton
- Padel
- Pelota
- Racquetball
- Squash, squashové rakety
- Stolní tenis (Ping Pong), pevné rakety
- Tenis, tenisová raketa
- Xare

### Související článek
- pálka
- tenisová raketa